# 비스크 공항
비스크 공항(러시아어: Аэропорт Бийск, 영어: Biysk Airport)은 러시아의 비스크에 위치한 공항이다.

## 운항 노선

### 국내선
| 항공사        | 목적지   |
| ------------- | -------- |
| 유테이르 항공 | 수르구트 |